# Синтезированные химические элементы
Синтези́рованные (иску́сственные) хими́ческие элеме́нты — элементы, впервые идентифицированные как продукт искусственного синтеза. Часть из них (тяжёлые трансурановые элементы, все трансактиноиды), по-видимому, отсутствует в природе; другие элементы впоследствии были обнаружены в следовых количествах в земной коре (технеций, прометий, астат, нептуний, плутоний), в фотосферах звёзд (технеций и, возможно, прометий), в оболочках сверхновых (калифорний и, вероятно, продукты его распада — берклий, кюрий, америций и более лёгкие). 
Последним из элементов, найденным в природе до того, как он был синтезирован искусственно, стал франций (1939 год). Первым синтезированным химическим элементом был технеций в 1937 году. По состоянию на 2012 год, синтезированы ядерным слиянием или распадом элементы до оганесона с атомным номером 118, а также предпринимались попытки синтеза следующих сверхтяжёлых трансурановых элементов. Синтез новых трансактиноидов и суперактиноидов продолжается.
Наиболее известными лабораториями, синтезировавшими по несколько новых элементов и несколько десятков или сотен новых изотопов, являются Национальная лаборатория им. Лоуренса в Беркли и Ливерморская национальная лаборатория (США), Объединённый институт ядерных исследований в г. Дубна (СССР/Россия), Европейский Центр по изучению тяжёлых ионов имени Гельмгольца (Германия), Кавендишская лаборатория Кембриджского университета (Великобритания), Институт физико-химических исследований (Япония) и другие. В последние десятилетия над синтезом элементов в американских, немецком и российском центрах работают международные коллективы.

## Открытие синтезированных элементов по странам
СССР → Россия
В СССР и России были синтезированы элементы нобелий (102), флеровий (114), московий (115), ливерморий (116), теннессин (117), оганесон (118).
США
В США были синтезированы элементы прометий (61), астат (85), нептуний (93), плутоний (94), америций (95), кюрий (96), берклий (97), калифорний (98), эйнштейний (99), фермий (100), менделевий (101), сиборгий (106).
Германия
В Германии были синтезированы элементы хассий (108), мейтнерий (109), дармштадтий (110), рентгений (111), коперниций (112).

### Спорные приоритеты и совместные результаты
Для ряда элементов приоритет равноутверждён согласно решению совместной комиссии ИЮПАК и ИЮПАП или остаётся спорным:
США и Италия
Технеций (43) — в результате совместной работы получен на ускорителе в Беркли, Калифорния и химически идентифицирован в Палермо, Сицилия.
СССР и США
Лоуренсий (103), резерфордий (104), дубний (105).
Россия и Германия
Борий (107).
Россия и Япония
Нихоний (113).